# پروتئین فسفاتاز ۲
پروتئین فسفاتاز ۲ (انگلیسی: Protein phosphatase 2) یا PP2 که با نام اختصاری PP2A هم شناخته می‌شود، یک آنزیم است که در انسان توسط ژن «PPP2CA» کُدگذاری می‌شود. این آنزیم یک پروتئین فسفاتاز هتروتریمریک است که در تمامی نقاط بدن بیان می‌شود و بخش بزرگی از فعالیت فسفاتازی را در سلول‌های یوکاریوت‌ها بر عهده دارد. فعالیت پروتئین سرین/ترئونین فسفاتاز آن، سوبستراهای خاص و عملکرد مهمی در سلول دارد. یکی از اهداف این آنزیم، پروتئین‌های پیام‌رسان سرطان‌زا همچون C-Raf و Akt است که در آن، پروتئین فسفاتاز ۲ نقش سرکوب‌کنندهٔ تومور را ایفا می‌کند.
۲ یون فلزی کاتالیتیک که روی جایگاه فعال این آنزیم قرار دارد، منگنز است.

## اهمیت بالینی
مدتی است که مشخص شده پروتئین فسفاتاز ۲ می‌تواند یکی از اهداف ساخت دارو برای درمان بیماری پارکینسون و بیماری آلزایمر باشد. البته هنوز معلوم نیست که کدام یک از حالات «فعال‌کردن» یا «مهارکردن» این آنزیم، بیشترین اثر درمانی را دارد. (۲۰۱۴ میلادی)
ژن «PPP2CA»، یک ژن سرکوب‌گر تومور در برخی سرطان‌های خون است و پژوهش‌هایی در این مورد در حال انجام است. (۲۰۱۵ میلادی)

## برای مطالعهٔ بیشتر
- Seshacharyulu P, Pandey P, Datta K, Batra SK (July 2013). "Phosphatase: PP2A structural importance, regulation and its aberrant expression in cancer". Cancer Letters. 335 (1): 9–18. doi:10.1016/j.canlet.2013.02.036. PMC 3665613. PMID 23454242.
- Xu Y, Xing Y, Chen Y, Chao Y, Lin Z, Fan E, Yu JW, Strack S, Jeffrey PD, Shi Y (December 2006). "Structure of the protein phosphatase 2A holoenzyme". Cell. 127 (6): 1239–51. doi:10.1016/j.cell.2006.11.033. PMID 17174897.
- Xing Y, Xu Y, Chen Y, Jeffrey PD, Chao Y, Lin Z, Li Z, Strack S, Stock JB, Shi Y (October 2006). "Structure of protein phosphatase 2A core enzyme bound to tumor-inducing toxins". Cell. 127 (2): 341–53. doi:10.1016/j.cell.2006.09.025. PMID 17055435.
- Ory S, Zhou M, Conrads TP, Veenstra TD, Morrison DK (August 2003). "Protein phosphatase 2A positively regulates Ras signaling by dephosphorylating KSR1 and Raf-1 on critical 14-3-3 binding sites". Current Biology. 13 (16): 1356–64. doi:10.1016/S0960-9822(03)00535-9. PMID 12932319.